# Arcturus
Arcturus (α Bootis) je nejjasnější hvězda souhvězdí Pastýře a čtvrtá nejjasnější hvězda noční oblohy po Siriu, Canopu a Rigil Kentauru. Nachází se ve vzdálenosti přibližně 37 světelných let od Země. Arcturus je významný tím, že je jedním z nejbližších červených obrů k naší planetě a díky své jasnosti i vlastnímu pohybu se stal předmětem mnoha astronomických studií.
Spolu s hvězdami Spica a Regulus tvoří Arcturus výrazný asterismus nazývaný jarní trojúhelník. Původ jména sahá do starověkého Řecka – slovo „Arcturus“ (Ἀρκτοῦρος, Arktouros) znamená „Strážce medvědice“, což odkazuje na jeho polohu poblíž souhvězdí Velké medvědice.

## Charakteristika hvězdy
Arcturus je červený obr spektrální třídy K1.5III. Má přibližně stejnou hmotnost jako Slunce (asi 1,1 M☉), ale jeho poloměr je přibližně 25krát větší. Povrchová teplota kolem 4 300 K je nižší než slunečních ~5 800 K, proto hvězda září načervenalým světlem. Je asi 170krát zářivější než Slunce, přičemž značná část energie je vyzařována v infračerveném oboru.
Arcturus se vyznačuje vysokým vlastním pohybem – na obloze se posouvá rychlostí asi 2,28 úhlové vteřiny za rok. Patří ke starším hvězdám tzv. „starého disku“ Galaxie, což naznačuje, že vznikl v raných fázích vývoje Mléčné dráhy.

## Vývoj hvězdy
Jako červený obr je Arcturus hvězdou, která již spotřebovala většinu vodíku ve svém jádře a přesunula se z hlavní posloupnosti do pokročilejších stádií hvězdného vývoje. Nachází se na větvi červených obrů a v budoucnu pravděpodobně projde heliovým zábleskem, po němž bude spalovat helium v jádře. Nakonec, po odvržení vnějších obálek, zůstane jádro hvězdy jako bílý trpaslík.

## Původ jména a kulturní význam
Název Arcturus pochází z řeckého „Arktouros“ – „Strážce medvědice“ – a odráží polohu hvězdy vůči souhvězdím Velké a Malé medvědice. Arcturus byl důležitý v mnoha starověkých kulturách. Například staří Egypťané a Řekové jej využívali jako orientační bod na noční obloze. V moderní době byl Arcturus hvězdou, jejíž světlo využili organizátoři Světové výstavy v Chicagu v roce 1933 k symbolickému propojení s předchozí výstavou z roku 1893 – tehdy se mylně předpokládalo, že světlo z Arcturu k Zemi cestuje právě 40 let.

## Pozorování
Arcturus je snadno viditelný pouhým okem na severní polokouli ve večerních hodinách od jara do léta. K nalezení hvězdy stačí vést pomyslný oblouk po rukojeti Velkého vozu („arc to Arcturus“) a poté lze pokračovat dále k Spice („then spike to Spica“). Díky své jasnosti a poloze blízko ekliptiky může být občas zakryt Měsícem.